# Баффало Тауншип (округ Вашингтон, Пенсільванія)
Баффало Тауншип (англ. Buffalo Township) — селище (англ. township) в США, в окрузі Вашингтон штату Пенсільванія. Населення — 1991 особа (2020).

## Демографія
Згідно з переписом 2010 року, у селищі мешкало 2069 осіб у 820 домогосподарствах у складі 615 родин. Було 868 помешкань
Расовий склад населення:
| - 98,5 % — білих - 0,4 % — чорних або афроамериканців - 0,2 % — корінних американців - 0,1 % — азіатів |

До двох чи більше рас належало 0,6 %. Частка іспаномовних становила 0,8 % від усіх жителів.
За віковим діапазоном населення розподілялося таким чином: 18,9 % — особи молодші 18 років, 63,1 % — особи у віці 18—64 років, 18,0 % — особи у віці 65 років та старші. Медіана віку мешканця становила 48,0 року. На 100 осіб жіночої статі у селищі припадало 102,4 чоловіків;  на 100 жінок у віці від 18 років та старших — 100,5 чоловіків також старших 18 років.
Середній дохід на одне домашнє господарство  становив 81 786 доларів США (медіана — 68 672), а середній дохід на одну сім'ю — 94 266 доларів (медіана — 77 386). Медіана доходів становила 50 734 долари для чоловіків та 36 929 доларів для жінок. За межею бідності перебувало 4,8 % осіб, у тому числі 9,0 % дітей у віці до 18 років та 6,3 % осіб у віці 65 років та старших.
Цивільне працевлаштоване населення становило 1043 особи. Основні галузі зайнятості: освіта, охорона здоров'я та соціальна допомога — 24,7 %, будівництво — 14,7 %, виробництво — 12,6 %.